# Smolarz

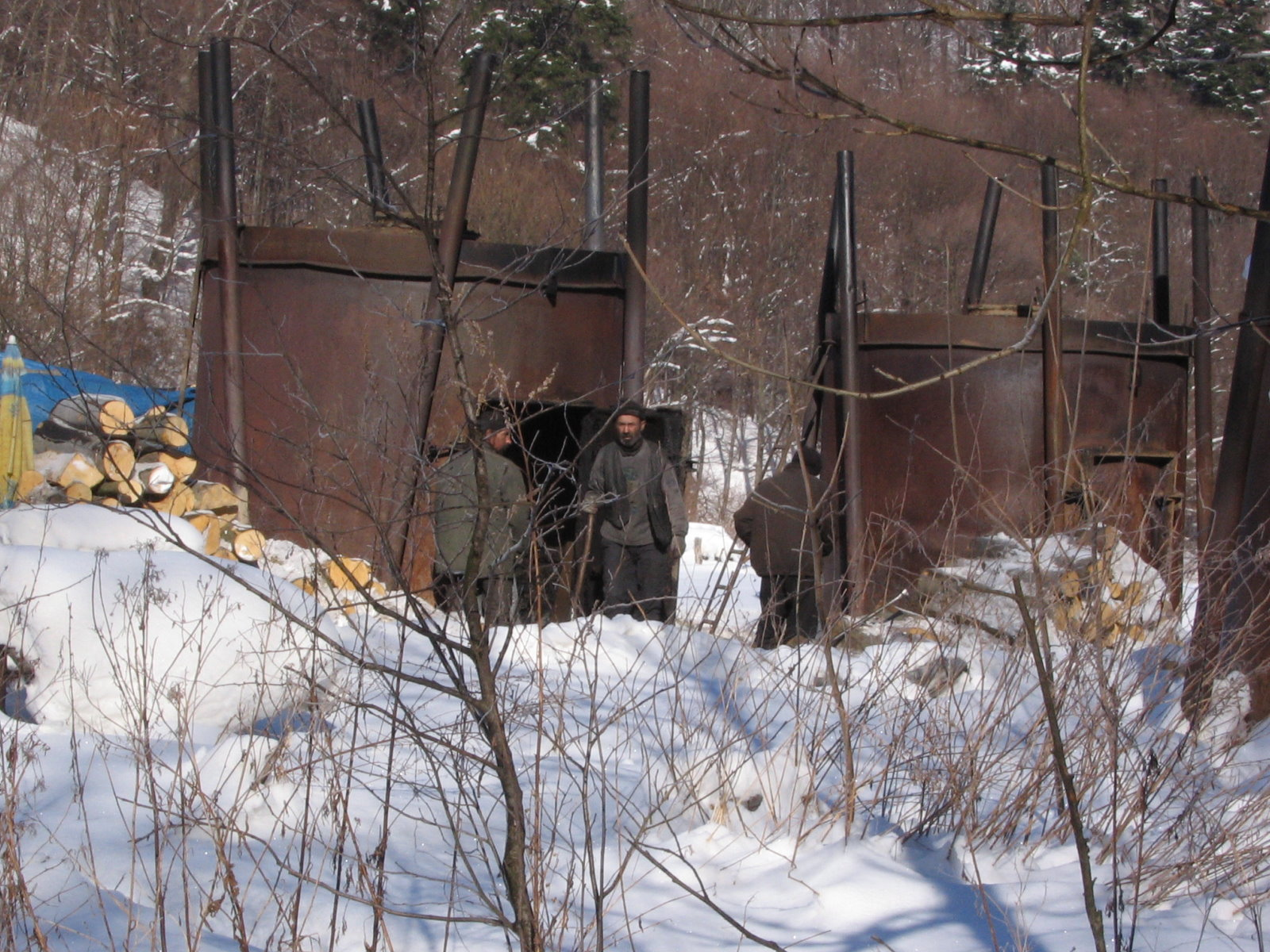
Smolarze przy retortach w Makowej

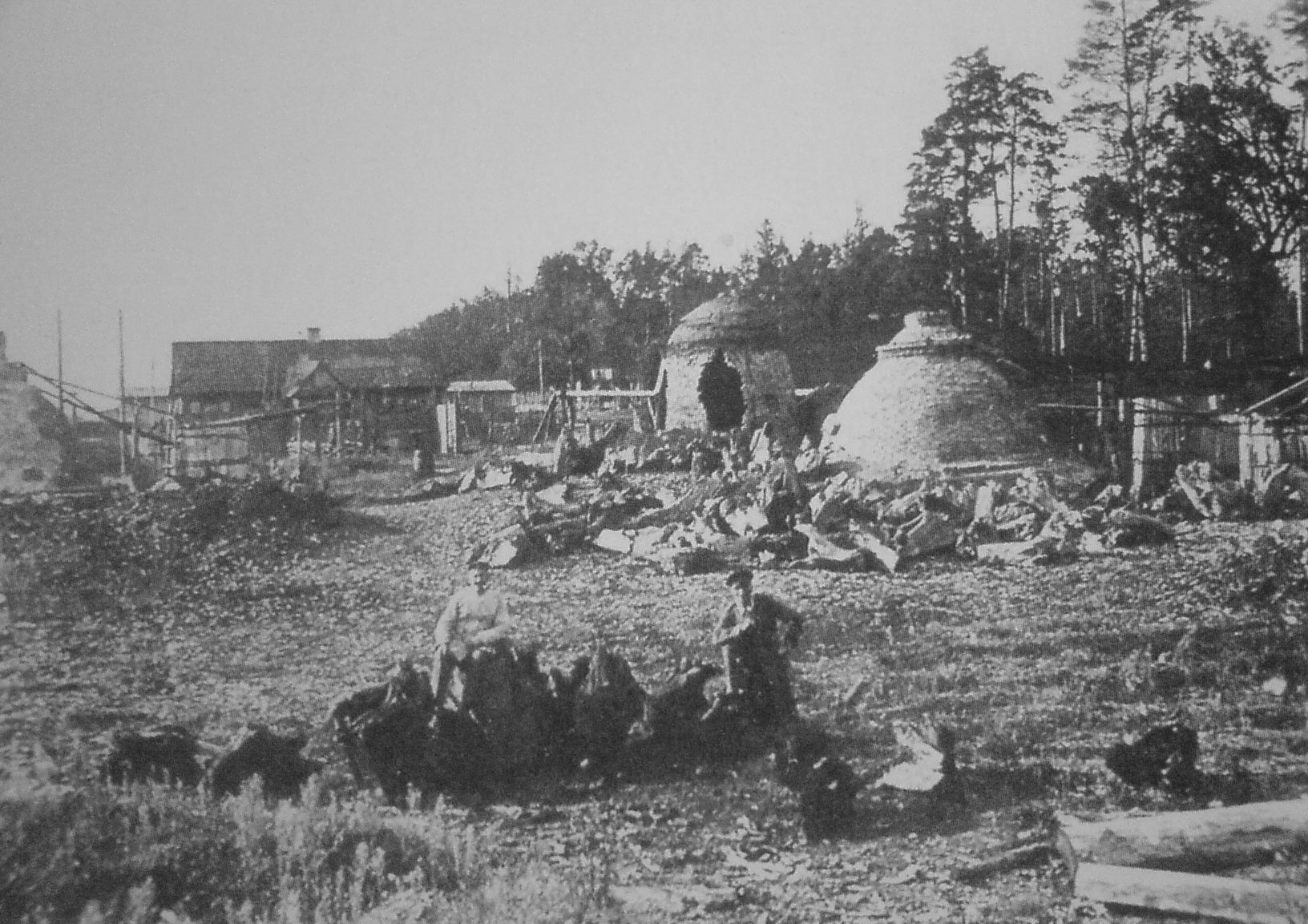
Smolarze w Majdanie

Smolarz – człowiek trudniący się wyrobem smoły lub handlujący smołą, a także wypalaniem węgla drzewnego. Do czasów współczesnych zachowała się nazwa tego ostatniego zajęcia (alternatywna nazwa: węglarz). Patronem smolarzy i węglarzy jest święty Tybald z Provins.

## Opis
W epoce feudalnej wypalaniem smoły, węgla drzewnego, potażu, dziegciu i mazi zajmowali się wszyscy chłopi. Smolarze którzy pojawili na terenach gęsto zalesionych, w borach i puszczach wraz z nastaniem dworskiej kontroli i wprowadzeniem pańszczyzny, rekrutowali się z plebsu, gdyż praca smolarza nie wymagała szczególnych umiejętności, a poza tym nie cieszyła się społecznym prestiżem. Na przykład w Bułgarii rodziny smolarzy nie miały prawa zamieszkania we wsi, a tylko w lesie. Smolarnie w których pracowali smolarze, lokalizowano najczęściej w okolicach spławnych rzek i na śródleśnych polanach, aby koszt transportu surowca był jak najniższy. Smolarze w okresie pańszczyzny zorganizowani byli w leśnych osiedlach i najczęściej sami dowozili swoje produkty do miast.
Smolarstwo na ziemiach polskich przetrwało do połowy XIX wieku, ale w czasie II wojny światowej smołę, maź lub dziegieć produkowano na własne potrzeby. Pod koniec XX wieku smolarstwo „wróciło do łask”, bowiem wzrosło zapotrzebowanie na węgiel drzewny. Wypalanie w stalowych piecach zwanych retortami, odbywa się głównie w Bieszczadach i Beskidzie Niskim. 